# 新华街道 (阜阳市)
新华街道，是中华人民共和国安徽省阜阳市颍东区下辖的一个乡镇级行政单位。

## 行政区划
新华街道下辖以下地区：
新华社区、辛桥村、蔡湖村、吕寨村、任海村、老集村和杨付村。